# Abd El Fattah Grini
Abd El Fattah Grini, né le 10 janvier 1985 à Marrakech est un chanteur et compositeur de musique marocaine et arabe. Il se fait connaître à l'international grâce à sa reprise en dialectal marocain de la chanson indienne Jabra Fan tirée du film à succès Fan de l'acteur bollywoodien Shahrukh Khan qui a atteint 115 millions de vues sur la plateforme YouTube devenant un grand succès à travers le monde monde arabe et l'international.

## Biographie
Né de parents marocains, il grandit à Casablanca, où il étudie la musique au Conservatoire national de musique. En 2007 Grini participe au Programme des jeunes talents Album sur MBC TV catégorie Afrique du Nord où il se retrouve 2e derrière la chanteuse marocaine Mona Amarcha.[réf. nécessaire]
En 2011, il remporte le titre de meilleur jeune chanteur arabe attribué par Middle East Music Awards, parmi quatre autres artistes nommés pour le même prix et il est le seul artiste de la région Mena à être nommé pour les MTV Europe Music Awards 2011 en Irlande remporté par le groupe sud coréen Big Bang.
En 2012 il sort son premier single Ayesh Hayato, puis un second Ya Khsartak fe Elayaly en 2013. 
Mais le succès de Abd El Fattah Grini se fait grâce à sa reprise en dialectal marocain de la chanson du générique du film indien Jabra Fan tiré du film à succès Fan de l'acteur bollywoodien Shahrukh Khan avec plus de 87 millions millions de vues à travers le monde devenue rapidement la vidéo la plus vue sur la plateforme YouTube et le hit le plus écouté dans le monde arabe.
Grâce à ce succès, il renouvelle l'expérience avec la reprise en dialectal marocain de la chanson indienne Zalima tirée du film Raees du même acteur bollywoodien, en featuring avec la chanteuse marocaine Jamila El Badaoui et qui atteint plus de 6,3 millions de vues sur YouTube en trois semaines depuis sa sortie.

## Discographie

### Singles
- Zaalima (Grini feat Jamila El Badaoui) (2017)
- Jabara Fan (Grini) (2016)

## Distinctions
- 2011 : meilleur jeune chanteur arabe par Middle East Music Awards
- 2011 : nomination Meilleur artiste international aux MTV Europe Music Awards 2011 Irlande

## Décorations
- Le 22 août 2016, il est décoré chevalier du Ouissam Al Moukafâa Al Wataniya — ordre du Mérite national[7] — par le roi Mohammed VI.